# Peter Selzer
Wolfgang Peter Selzer (* 25. Juni 1946 in Torgau) ist ein deutscher Leichtathlet und Olympiateilnehmer, der in den 1960er und 1970er Jahren als Geher erfolgreich war. Im 50-km-Gehen gewann er dreimal in Folge 1966, 1969 und 1971 Medaillen bei Leichtathletik-Europameisterschaften.
1966, 1967 und 1973 wurde er DDR-Meister im 50-km-Gehen. Peter Selzer gehörte dem SC Dynamo Berlin an. In seiner Wettkampfzeit war er 1,78 m groß und wog 64 kg.
Peter Selzer ist heute leitender Landestrainer in Berlin und trainiert u. a. die Geher André Höhne, Maik Berger, Carsten Schmidt und Marcel Lehmberg (alle SC Charlottenburg).

## Starts bei internationalen Höhepunkten im Einzelnen
- 1966 – Europameisterschaften: Platz 11 (4:33:57,4 h)
- 1968 – Olympische Spiele: Platz 4 (4:33:10 h)
- 1969 – Europameisterschaften: Platz 2 (4:16:09,6 h)
- 1971 – Europameisterschaften: Platz 3 (4:06:11,0 h)
- 1972 – Olympische Spiele: Platz 5 (4:06:06 h)
- 1974 – Europameisterschaften: Platz 3 (4:04:28,4 h)